# Rotsheidenetwants
De Rotsheidenetwants (Stephanitis takeyai) is een wants uit de familie van de netwantsen (Tingidae).
De soort werd het eerst wetenschappelijk beschreven door Drake & Maa in 1955.

## Kenmerken
De soort wordt ongeveer 3 mm groot en heeft een karakteristiek afgerond pronotum. De vleugels zijn doorzichtig 
wit met zwarte vlekken en dichte netwerktekening.

## Leefwijze
De wants is een plaaginsect op planten van het geslacht Pieris, vooral Pieris japonica (Rotsheide) en komt oorspronkelijk uit Japan. Stephanitis takeyai wordt ook op Rododendron aangetroffen. Zowel de nimf als de volwassen exemplaren veroorzaken schade aan de bladeren door de sappen op te zuigen. Bij zware aantasting hierdoor kunnen bladeren verwelken en kan het groeistoornissen in de plant veroorzaken.

## Verspreiding en leefgebied
Deze soort komt algemeen voor in Europa en is samen met zijn waardplant ingevoerd 
vanuit Japan.  